# ماتيا جافازي
ماتيا جافازي (بالإيطالية: Mattia Gavazzi)‏ مواليد 14 يونيو 1983 في لومبارديا، إيطاليا، هو دراج إيطالي في صنف سباق الدراجات على الطريق.

## روابط خارجية
- ماتيا جافازي على موقع الاتحاد الدولي للدراجات (الإنجليزية)
- ماتيا جافازي على موقع أرشيف الدراجات (الإنجليزية)
- ماتيا جافازي على موقع إحصائيات الدراجات الإحترافية (الإنجليزية)
- ماتيا جافازي على موقع نسبة الدراجات (الإنجليزية)
- ماتيا جافازي على موقع CycleBase (الإنجليزية)